# Mortes em dezembro de 2014
Mortes em 2014: ← Janeiro – Fevereiro – Março – Abril – Maio – Junho – Julho – Agosto – Setembro – Outubro – Novembro – Dezembro →
Esta é uma relação de pessoas notáveis que morreram durante o mês de dezembro de 2014, listando nome, nacionalidade, ocupação e ano de nascimento.

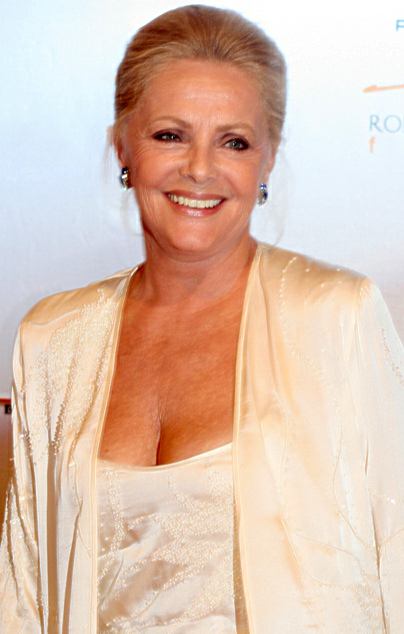
Virna Pieralisi, atriz italiana

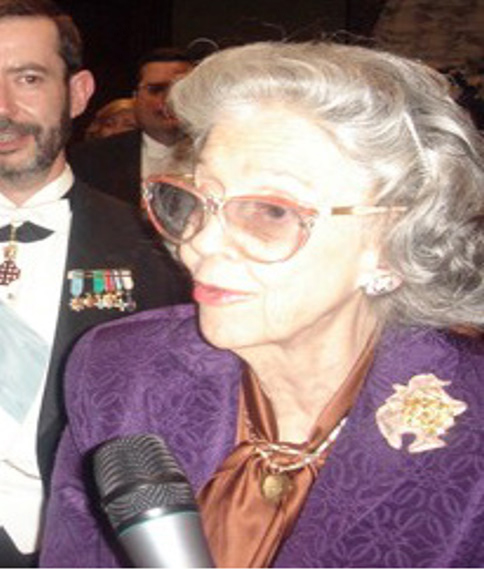
Fabíola, rainha consorte da Bélgica de 1960 a 1993

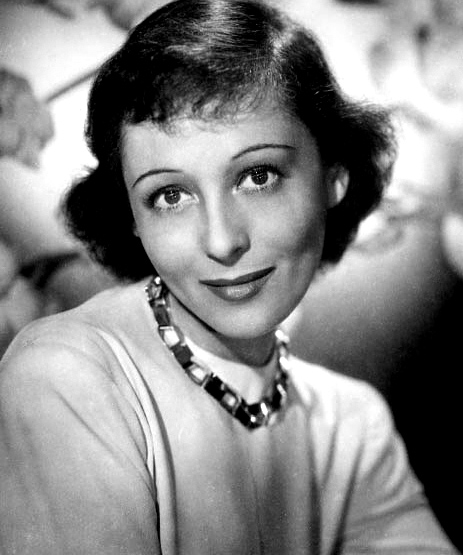
Luise Rainer, atriz estadunidense

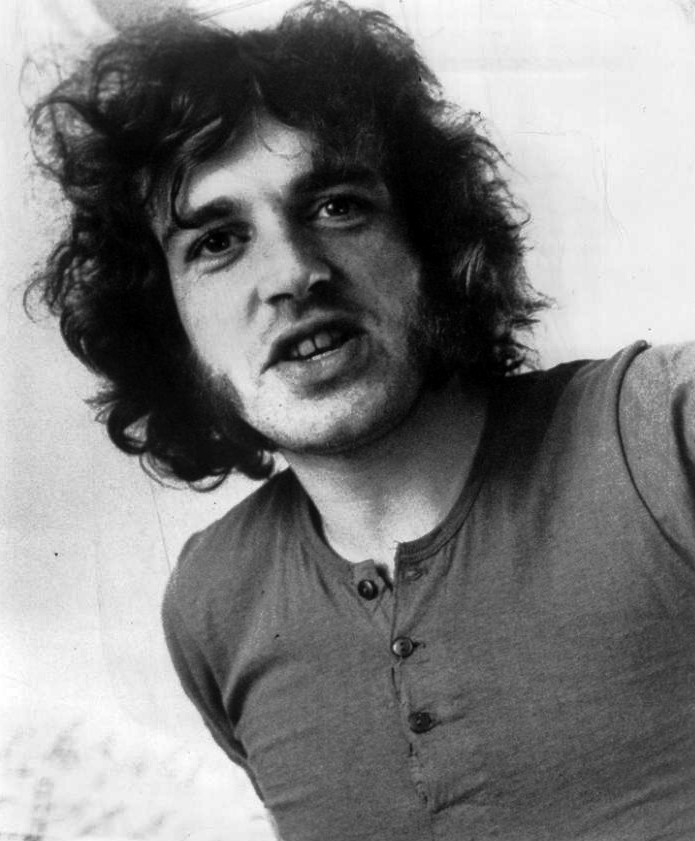
Joe Cocker, cantor inglês

| Dia | Nome                   | Profissão ou motivo de reconhecimento | País de nascimento       | Ano de nasc. | Ref    |
| --- | ---------------------- | ------------------------------------- | ------------------------ | ------------ | ------ |
| 1   | Jorgeh Ramos           | Ator, locutor e dublador              | Brasil                   | 1944         | [ 1 ]  |
| 3   | Vicente Leñero         | Jornalista e escritor                 | México                   | 1933         | [ 2 ]  |
| 3   | Ian McLagan            | Tecladista                            | Inglaterra               | 1945         | [ 3 ]  |
| 3   | Alfredo Ernest Novak   | Bispo                                 | Estados Unidos/ Brasil   | 1930         | [ 4 ]  |
| 3   | James Stewart          | Matemático e professor                | Canadá                   | 1941         | [ 5 ]  |
| 4   | Lucy Mafra             | Atriz                                 | Brasil                   | 1954         | [ 6 ]  |
| 5   | Fabíola da Bélgica     | Rainha consorte                       | Espanha/ Bélgica         | 1928         | [ 7 ]  |
| 6   | Ralph Baer             | Engenheiro e inventor                 | Alemanha/ Estados Unidos | 1922         | [ 8 ]  |
| 7   | Ken Weatherwax         | Ator                                  | Estados Unidos           | 1955         | [ 9 ]  |
| 7   | Khalil Ullah Khan      | Ator                                  | Bangladesh               | 1934         | [ 10 ] |
| 8   | Knut Nystedt           | Compositor                            | Noruega                  | 1915         | [ 11 ] |
| 9   | Jorge María Mejía      | Cardeal                               | Argentina                | 1923         | [ 12 ] |
| 9   | Mary Ann Mobley        | Atriz e ex-miss                       | Estados Unidos           | 1937         | [ 13 ] |
| 10  | Luciano Agra           | Político, arquiteto e urbanista       | Brasil                   | 1952         | [ 14 ] |
| 13  | Ernst Albrecht         | Político                              | Alemanha                 | 1930         | [ 15 ] |
| 16  | Man Haron Monis        | Clérigo                               | Irão                     | 1964         | [ 16 ] |
| 18  | Virna Lisi             | Atriz                                 | Itália                   | 1936         | [ 17 ] |
| 19  | Lisa Negri             | Atriz                                 | Brasil                   | 1941         |        |
| 20  | Per-Ingvar Brånemark   | Médico                                | Suécia                   | 1929         | [ 18 ] |
| 21  | Udo Jürgens            | Cantor e compositor                   | Áustria                  | 1934         | [ 19 ] |
| 21  | Åke Johansson          | Futebolista                           | Suécia                   | 1928         | [ 20 ] |
| 22  | Joe Cocker             | Cantor                                | Inglaterra               | 1944         | [ 21 ] |
| 22  | Joseph Sargent         | Ator e cineasta                       | Estados Unidos           | 1925         | [ 22 ] |
| 23  | João Nilson Zunino     | Médico                                | Brasil                   | 1946         | [ 23 ] |
| 24  | Hidetoshi Nakamura     | Dublador                              | Japão                    | 1954         | [ 24 ] |
| 24  | Julio Monteiro Martins | Escritor e professor                  | Brasil                   | 1955         | [ 25 ] |
| 26  | Leo Tindemans          | Ex-primeiro-ministro                  | Bélgica                  | 1922         | [ 26 ] |
| 27  | Carlos Matos Ferreira  | Físico e professor                    | Portugal                 | 1948         | [ 27 ] |
| 28  | Javier Fragoso         | Futebolista                           | México                   | 1942         | [ 28 ] |
| 29  | Odd Iversen            | Futebolista                           | Noruega                  | 1945         | [ 29 ] |
| 29  | Hilda Maia Valentim    | Prostituta                            | Brasil                   | 1930         | [ 30 ] |
| 30  | Luise Rainer           | Atriz                                 | Alemanha Estados Unidos  | 1910         | [ 31 ] |